# Marquinhos Caruaru
Marcos José Franklin Macena de Melo, mais conhecido como Marquinhos Caruaru (Caruaru, 4 de novembro de 1977), é um ex-futebolista brasileiro, que encerrou a carreira pelo clube de sua cidade, o Porto-PE de Caruaru.

## Títulos
Palmeiras
- Campeonato Brasileiro - Série B: 2003[1]